# شهرستان کاتنوود (مینه‌سوتا)
شهرستان کاتنوود، مینه‌سوتا (به انگلیسی: Cottonwood County, Minnesota) شهرستانی در ایالات متحده آمریکا است که در مینه‌سوتا واقع شده‌است.